# 野本佳夫
野本 佳夫（のもと よしお、1948年 - ）は、日本の外交官。2008年（平成20年）からスロバキア駐箚特命全権大使

。
2012年（平成24年）から日本電気株式会社（NEC)顧問。東京国際大学客員教授、茨城キリスト教大学兼任講師。

## 経歴・人物
新潟県出身。1972年（昭和47年）京都大学法学部を中退し外務省に入省した。中国語研修のチャイナ・スクール。スタンフォード大学東アジア研究センターに留学し、同大大学院東アジア研究修士課程を修了した。
1983年在中華人民共和国日本国大使館一等書記官、1984年在フランス日本国大使館一等書記官、1987年外務省アジア局地域政策課首席事務官、1993年外務省中国課長、1995年外務大臣官房外務参事官、1997年シアトル総領事、2000年中国公使、2003年中国特命全権公使、2003年ロサンゼルス総領事、2006年外務省研修所副所長、2008年（平成20年）スロバキア駐箚特命全権大使に就任した。2012年（平成24年）から日本電気株式会社（NEC)顧問。東京国際大学客員教授、茨城キリスト教大学兼任講師。
2022年、瑞宝中綬章受章。

## 同期
- 天野之弥（09年国際原子力機関事務局長・05年在ウィーン国際機関日本政府代表部大使）
- 小松一郎（13年内閣法制局長官・11年駐フランス大使・08年駐スイス大使・05年外務省国際法局長・03年外務省欧州局長）
- 武藤正敏（10年駐韓大使・07年駐クウェート大使）
- 小島誠二（12年関西担当大使・10年駐タイ大使・09年儀典長・08年科学技術協力担当大使・06年駐パキスタン大使）
- 神余隆博（12年関西学院大学副学長・08年駐ドイツ大使・06年国連大使（次席））
- 高橋文明（09年駐スペイン大使・03年駐カンボジア大使）
- 石栗勉（京都外国語大学教授・国連アジア太平洋平和軍縮センター所長）
- 石川薫（日本国際フォーラム研究本部長・10年駐カナダ大使・07年駐エジプト大使・05年外務省経済局長）
- 伊藤誠（10年駐ブルガリア大使・06年駐タンザニア大使）
- 近藤誠一（10年文化庁長官・08年駐デンマーク大使・06年ユネスコ大使）
- 橋広治（10年駐パプアニューギニア大使）
- 峯村保雄（11年駐エルサルバドル大使）
- 肥塚隆（13年迎賓館長・10年駐オランダ大使・07年宮内庁式部副長・04年駐ホンジュラス大使）
- 山口英一（10年駐バチカン大使・07年駐コスタリカ大使）
- 横田順子（10年駐ラオス大使）
- 佐藤英夫（11年駐イスラエル大使・09年駐バーレーン大使・08年駐アフガニスタン大使）
- 二階尚人（14年駐チリ大使・11年駐ガーナ大使）
- 松原昭（12年駐マリ大使）
- 荒木喜代志（11年駐トルコ大使・09年COP10担当大使・08年国際テロ対策担当大使）